# Rombon
Rombon ali Veliki vrh je 2208 m visok vrh severno od Bovca.
Rombon je skalnat vrh, v Kaninski skupini, ki na severni strani strmo pada v dolino potoka Možnice, z juga pa je dostopen po lahki poti iz Bovca. Z osrednjo verigo Kanina ga veže greben Ribežnov. Pot iz Bovca vodi mimo Čuklje (1766 m) visoke planine znane po bojih iz 1. svet. vojne. Z vrha Rombona je lep razgled v dolino Soče ter na Kaninsko in Mangartsko skupino gora, Bavški Grintavec in Krn.
Rombon je poznan kot prizorišče krvavih bojev v prvi svetovni vojni. Masivno pogorje Rombona je bila avstro-ogrska skalna »trdnjava«, ter prizorišče nenehnih italijanskih napadov, saj je vrh Rombona pomenil odlično opazovalno točko za celotno Soško dolino. Prvi napad so Italijani sprožili 15. avgusta 1915 iz smeri Bovca in Plužne preko planine Goričice. Vrh Čuklje so zavzeli 10. maja 1916, od koder so si ustvarili dober izhodiščni položaj za nadaljnje napade na Rombon. Naskoki na Rombon so se vrstili še v drugi polovici leta 1916, do oktobra 1917 in 12. soške bitke, ko so se morali pod pritiskom avstrijsko-nemške vojske umakniti na celotni fronti vse do reke Piave.

## Dostopi
- Iz Bovca čez planino Goričico (1330 m) in mimo Čuklje 5 ur
- Iz Kluž čez planino Za Robom (1312 m) 5 ur
- Od zgornje postaje D kabinske žičniče na Kaninskih podih 5-6 ur